# 2000-es OFC-nemzetek kupája
A 2000-es OFC-nemzetek kupája volt az ötödik kontinentális labdarúgótorna az OFC-nemzetek kupája történetében. A zárókört 6 válogatottal rendezték Tahitin 2000. június 16. és június 28. között. A kupát Ausztrália válogatottja nyerte meg, miután a döntőben 2-0-ra legyőzte Új-Zélandot.

## Előselejtezők

### Melanézia-kupa
| Csapat           | J | Gy | D | V | Rg | Kg | Gk  | P  |
| ---------------- | - | -- | - | - | -- | -- | --- | -- |
| Fidzsi-szigetek  | 4 | 3  | 1 | 0 | 13 | 4  | +9  | 10 |
| Salamon-szigetek | 4 | 2  | 1 | 1 | 10 | 9  | +1  | 7  |
| Vanuatu          | 4 | 2  | 0 | 2 | 12 | 7  | -5  | 6  |
| Új-Kaledónia     | 4 | 2  | 0 | 2 | 11 | 11 | 0   | 6  |
| Pápua Új-Guinea  | 4 | 0  | 0 | 4 | 4  | 19 | -15 | 0  |

| 2000. április 8. |

| Fidzsi-szigetek                                      | 5–0 | Pápua Új-Guinea |
| ---------------------------------------------------- | --- | --------------- |
| Manoa Masi Marika Namaqa Esala Masi Emoel B K Doidoi |     |                 |

| Suva, Fidzsi |

| 2000. április 8. |

| Új-Kaledónia                      | 4–2 | Salamon-szigetek       |
| --------------------------------- | --- | ---------------------- |
| Didler W Marius M Steve L J Pibee |     | Batram Suri Noel Berry |

| Suva, Fidzsi |

| 2000. április 10. |

| Salamon-szigetek           | 2–1 | Vanuatu |
| -------------------------- | --- | ------- |
| Noel Berry Patteson Daudau |     | V Noel  |

| Suva, Fidzsi |

| 2000. április 10. |

| Fidzsi-szigetek   | 2–1 | Új-Kaledónia |
| ----------------- | --- | ------------ |
| Manoa Masi A Driu |     | Didier W     |

| Suva, Fidzsi |

| 2000. április 11. |

| Új-Kaledónia                                           | 6–1 | Pápua Új-Guinea |
| ------------------------------------------------------ | --- | --------------- |
| W Didler M Patrice M Marius F Yues P Joris E Alexander |     | S Mali          |

| Suva, Fidzsi |

| 2000. április 11. |

| Fidzsi-szigetek              | 4–1 | Vanuatu      |
| ---------------------------- | --- | ------------ |
| Esala Masinisau 2 B Lorima 2 |     | Richard Iwai |

| Suva, Fidzsi |

| 2000. április 13. |

| Vanuatu                                           | 6–0 | Új-Kaledónia |
| ------------------------------------------------- | --- | ------------ |
| C Seimata Hubert Reuben Richard Iwai 2 H George 2 |     |              |

| Suva, Fidzsi |

| 2000. április 13. |

| Salamon-szigetek                         | 4–2 | Pápua Új-Guinea     |
| ---------------------------------------- | --- | ------------------- |
| Jack Samani Noel Berry Patteson Daudau 2 |     | L Isalah E Geoferey |

| Suva, Fidzsi |

| 2000. április 15. |

| Pápua Új-Guinea | 1–4 | Vanuatu                        |
| --------------- | --- | ------------------------------ |
| P Paliwa        |     | C Berry N Vari 2 Hubert Reuben |

| Suva, Fidzsi |

| 2000. április 15. |

| Fidzsi-szigetek        | 2–2 | Salamon-szigetek            |
| ---------------------- | --- | --------------------------- |
| Emosi Baleinuku A Driu |     | Batram Suri Patteson Daudau |

| Suva, Fidzsi |

Fiji és Salamon-szigetek jutott ki a 2000-es OFC-nemzetek kupájára.

### Polinézia-kupa
| Csapat          | J | Gy | D | V | Rg | Kg | Gk  | P  |
| --------------- | - | -- | - | - | -- | -- | --- | -- |
| Tahiti          | 4 | 4  | 0 | 0 | 30 | 2  | +28 | 12 |
| Cook-szigetek   | 4 | 3  | 0 | 1 | 8  | 5  | +3  | 9  |
| Szamoa          | 4 | 2  | 0 | 2 | 13 | 6  | –7  | 6  |
| Tonga           | 4 | 1  | 0 | 3 | 4  | 15 | -11 | 3  |
| Amerikai Szamoa | 4 | 0  | 0 | 4 | 2  | 29 | -27 | 0  |

| 2000. június 6. |

| Tonga | 0–4 | Szamoa |
| ----- | --- | ------ |
|       |     |        |

| Paranuu Stadium, Papeete, Tahiti |

| 2000. június 6. |

| Tahiti | 18–0 | Amerikai Szamoa |
| ------ | ---- | --------------- |
|        |      |                 |

| Paranuu Stadium, Papeete, Tahiti |

| 2000. június 8. |

| Tahiti | 2–1 | Szamoa |
| ------ | --- | ------ |
|        |     |        |

| Paranuu Stadium, Papeete, Tahiti |

| 2000. június 8. |

| Cook-szigetek                  | 2–1 | Tonga                |
| ------------------------------ | --- | -------------------- |
| George Mani 31 Niki Te Miha 91 |     | ? 65 (tizenegyesből) |

| Paranuu Stadium, Papeete, Tahiti |

| 2000. június 10. |

| Tahiti | 8–1 | Tonga |
| ------ | --- | ----- |
|        |     |       |

| Paranuu Stadium, Papeete, Tahiti |

| 2000. június 10. |

| Cook-szigetek                            | 3–0 | Amerikai Szamoa |
| ---------------------------------------- | --- | --------------- |
| Ine Mani Mark Jamieson Eddie Drollett 90 |     |                 |

| Paranuu Stadium, Papeete, Tahiti |

| 2000. június 12. |

| Szamoa | 6–1 | Amerikai Szamoa |
| ------ | --- | --------------- |
|        |     |                 |

| Paranuu Stadium, Papeete, Tahiti |

| 2000. június 12. |

| Tahiti | 2–0 | Cook-szigetek |
| ------ | --- | ------------- |
|        |     |               |

| Paranuu Stadium, Papeete, Tahiti |

| 2000. június 14. |

| Tonga | 2–1 | Amerikai Szamoa |
| ----- | --- | --------------- |
|       |     |                 |

| Paranuu Stadium, Papeete, Tahiti |

| 2000. június 14. |

| Cook-szigetek | 3–2 | Szamoa |
| ------------- | --- | ------ |
|               |     |        |

| Paranuu Stadium, Papeete, Tahiti |

Tahiti és a Cook-szigetek jutott ki a 2000-es OFC-nemzetek kupájára.

## Zárókör

### A Csoport
| Csapat           | J | Gy | D | V | Rg | Kg | Gk  | P |
| ---------------- | - | -- | - | - | -- | -- | --- | - |
| Ausztrália       | 2 | 2  | 0 | 0 | 23 | 0  | +23 | 6 |
| Salamon-szigetek | 2 | 1  | 0 | 1 | 5  | 7  | –2  | 3 |
| Cook-szigetek    | 2 | 0  | 0 | 2 | 1  | 22 | –21 | 0 |

| 2000. június 19. |

| Ausztrália | 17–0  | Cook-szigetek |
| --- | ----- | ------------- |
| Agostino 18' 68' Muscat 21' 45' (11-esből) Tiatto 24' Foster 30' 42' 51' 80' Zdrilic 35' 65' Lazaridis 55' Popovic 60' Corica 70' Zane 82' 87' 89' | (7–0) |               |

| Stade Pater, Papeete, Tahiti Nézőszám: 1000 Játékvezető: Leaustic (tahiti) |

| 2000. június 21. |

| Salamon-szigetek                                      | 5–1   | Cook-szigetek |
| ----------------------------------------------------- | ----- | ------------- |
| Suri 33' Menapi 47' Samani 63' Omokirio 74' Kotto 88' | (1–0) | Shepherd 55'  |

| Stade Pater, Papeete, Tahiti Nézőszám: 1000 Játékvezető: Attison (vanatu) |

| 2000. június 23. |

| Ausztrália                                                                          | 6–0   | Salamon-szigetek |
| ----------------------------------------------------------------------------------- | ----- | ---------------- |
| Chipperfield 6' Zane 13' 35' Omokirio 36' (öngól) Muscat 39' (11-esből) Cardozo 43' | (6–0) |                  |

| Stade Pater, Papeete, Tahiti Nézőszám: 300 Játékvezető: Sosongan (Pápua új-guineai) |

### B Csoport
| Csapat    | J | Gy | D | V | Rg | Kg | Gk | P |
| --------- | - | -- | - | - | -- | -- | -- | - |
| Új-Zéland | 2 | 2  | 0 | 0 | 5  | 1  | +4 | 6 |
| Vanuatu   | 2 | 1  | 0 | 1 | 4  | 5  | –1 | 3 |
| Tahiti    | 2 | 0  | 0 | 2 | 2  | 5  | –3 | 0 |

| 2000. június 19. |

| Új-Zéland                               | 2–0   | Tahiti |
| --------------------------------------- | ----- | ------ |
| Kris Bouckenooghe 27' Chris Jackson 78' | (1–0) |        |

| Stade Pater, Papeete, Tahiti Nézőszám: 1000 |

| 2000. június 21. |

| Új-Zéland                               | 3–1   | Vanuatu          |
| --------------------------------------- | ----- | ---------------- |
| Chris Killen 47' 84' Jonathan Perry 56' | (0–1) | Richard Iwai 14' |

| Stade Pater, Papeete, Tahiti |

| 2000. június 22. |

| Vanuatu                                          | 3–2   | Tahiti                                     |
| ------------------------------------------------ | ----- | ------------------------------------------ |
| Jimmy Ben 49' Richard Iwai 60' Georgina Tura 77' | (0–1) | Jean-Loup Rousseau 2' pen Harold Amaru 87' |

| Stade Pater, Papeete, Tahiti Nézőszám: 500 |

### Elődöntők
| 2000. június 25. |

| Ausztrália                 | 1–0   | Vanuatu |
| -------------------------- | ----- | ------- |
| Kevin Muscat 5' (11-esből) | (1–0) |         |

| Stade Pater, Papeete, Tahiti Nézőszám: 300 |

| 2000. június 25. |

| Új-Zéland             | 2–0   | Salamon-szigetek |
| --------------------- | ----- | ---------------- |
| Simon Elliott 51' 55' | (0–0) |                  |

| Stade Pater, Papeete, Tahiti Nézőszám: 500 |

## Harmadik helyért
| 2000. június 28. |

| Salamon-szigetek                                  | 2–1   | Vanuatu       |
| ------------------------------------------------- | ----- | ------------- |
| Commins Menapi 53' Gideon Omokirio 69' (11-esből) | (0–1) | Lexa Bibi 35' |

| Stade Pater, Papeete, Tahiti Nézőszám: 300 |

## Döntő
| 2000. június 28. |

| Ausztrália                        | 2–0   | Új-Zéland |
| --------------------------------- | ----- | --------- |
| Shaun Murphy 24' Craig Foster 66' | (1–0) |           |

| Suncorp Stadion, Brisbane Nézőszám: 300 |

## Győztes
| Az 1998-as OFC-nemzetek-kupája győztese |
| --------------------------------------- |
| AUSZTRÁLIA 3. cím                       |